# 甘地诞辰150周年骨灰失窃事件
甘地诞辰150周年骨灰失窃事件指的是2019年10月2日圣雄甘地的骨灰失窃的事件。当天印度举行圣雄甘地诞辰150周年活动，保存在位于巴普巴旺（Bapu Bhawan）纪念馆的甘地骨灰失窃，且甘地照片上还被盗窃者用绿色油漆涂上“叛徒”等字样。

## 背景
圣雄甘地出生于1869年，是印度的国父，印度民族主义运动和国大党领袖，他领导“非暴力不合作运动”，带领印度独立，脱离英国的殖民地统治。而印度教强硬派因其亲近穆斯林“背叛印度教徒”，长久以来一直对甘地持有批评态度，并指责其“分裂印度”。1948年1月30日甘地遭狂热分子南度蓝姆·高德西枪击身亡后，其遗体被火化。其骨灰一部分由家族成员、生前友人及其追随者分别保存，一部分送往全国的纪念碑、纪念馆内保存。巴普巴旺（Bapu Bhawan）纪念馆正是甘地骨灰的保存地之一，它坐落于印度中央邦雷瓦专区（Rewa district），建于1948年。

## 经过
巴普巴旺纪念馆的管理员曼加尔迪普·蒂瓦里（Mangaldeep Tiwari）称，因为那天是甘地诞辰，他一大早就打开了纪念馆的大门。晚上11点左右他回来时，他发现甘地的骨灰消失了，其遗像也被毁坏。印度国大党领袖古米特·辛格向警方报告了这起事件。
被毁坏的甘地遗像上用绿色涂料和印地语写着（意为“反民族主义”）和“叛徒”字样。当地警方向英国广播公司印地语频道证实，他们正在以“有损于民族融合”（prejudicial to national integration）的理由调查这起案件。具体来讲，他们的指控基于《印度刑法典》（Indian Penal Code）第153-B节（诋毁、有损于民族融合的断言）、第504节（蓄意侮辱，意图破坏和平）和第505节（危害公共安全的言论）。但警方还表示，对于被盗骨灰盒内是否装有甘地骨灰，“我们还未核实”。

## 评价
古米特·辛格称：
|  | 甘地的意识形态再次受到羞辱。这一非法行为一定是刺杀甘地的刺客南度蓝姆·高德西之追随者所为。这种疯狂行为必须停止，我敦促雷瓦警方尽快檢閱巴普巴旺（纪念馆）内的闭路电视监控摄像头，並逮捕作案者。 |

纪念馆管理员曼加尔迪普·蒂瓦里也痛斥窃贼的行为“非常可耻”。